# Anàlisi sintàctica
L'anàlisi sintàctica és el procediment mitjançant el qual es determina l'estructura, els components i les funcions dins d'una oració, així com el paper que hi té cada paraula. L'anàlisi permet representar les relacions que s'estableixen entre els diferents mots i ajudar a la comprensió de la frase, així com resoldre ambigüitats. És una tècnica emprada dins el món escolar, com a mitjà de coneixement del propi idioma i porta d'entrada a comprendre la gramàtica d'altres llengües. Així mateix dins la informàtica i la lingüística aplicada, per exemple, es fa servir en programes i algorismes per decodificar instruccions orals formulades en llenguatge natural. Hi ha diverses maneres d'analitzar sintàcticament una oració segons l'escola gramatical que se segueixi o la finalitat.

## Anàlisi estructuralista
L'estructuralisme proposa agrupar les paraules segons el sintagma a què pertanyin i després trobar la funció sintàctica d'aquest sintagma. Per acabar, es busquen els connectors que poden unir diferents frases en una oració composta i veure quina relació s'estableix entre elles.
Aquesta anàlisi es pot representar gràficament de tres maneres diferents. La primera proposa analitzar per "safates", subratllant els components claus (o enquadrant-los) de manera que quedi clar que un sintagma està a dins d'un altre o bé és adjacent. A sota de cada sintagma s'indica el tipus i la funció. Una variant són les línies Reed-Kellog, que usen una forma o una altra de línia segons la funció. La segona representació usa un arbre com a diagrama, de manera que a sota de cada paraula s'especifica la categoria gramatical que té i es baixen línies de dependència, posant a sobre de cada línia la funció sintàctica. La tercera usa els parèntesis d'un mode anàleg a les matemàtiques, de manera que a dins estan els elements que formen part de components majors. Els parèntesis "s'eleven" a una funció.

## Anàlisi generativista
El generativisme creu que tota frase és fruit d'una transformació d'una oració mental que coincideix amb la proposició lògica o estructura profunda de la informació que es vol transmetre. Encara que aquesta proposició sigui idèntica per a tothom, cada llengua particular posseeix una gramàtica per transformar-la en oracions superficials o comunicables. L'anàlisi sintàctica té com a missió descobrir l'estructura profunda subjacent a cada oració i establir les regles de transformació mitjançant les quals s'ha arribat a aquella estructura superficial.
Aquesta anàlisi gràficament es representa mitjançant igualtats o fletxes que indiquen regles de reescriptura, per exemple O = SN SV, per indicar que una oració està formada per un sintagma nominal i un sintagma verbal. Per la recursivitat de les llengües naturals, es pot agafar cada element i anar descomponent amb regles anàlegues. Alternativament es pot representar la relació entre els mots en forma d'arbre ascendent, on el text està a sota i es van agrupant les paraules (usualment de dos en dos) fins a arribar a la O, que coincideix amb la proposició mental.